# Skuły
Skuły (prononciation : [ˈskuwɨ]) est un village polonais de la gmina de Żabia Wola dans le powiat de Grodzisk Mazowiecki de la voïvodie de Mazovie dans le centre-est de la Pologne.
Il se situe à environ 15 kilomètres au sud de Grodzisk Mazowiecki (siège du powiat) et à 35 kilomètres au sud-ouest de Varsovie (capitale de la Pologne).
Le village possède approximativement une population de 240 habitants en 2006.

## Histoire
De 1975 à 1998, le village appartenait administrativement à la voïvodie de Skierniewice.